# بصوص
بصوص هي قرية لبنانية من قرى قضاء عاليه في محافظة جبل لبنان.
تبعد بصوص 14 كلم عن بيروت عاصمة لبنان. ترتفع 360 م عن سطح البحر وتمتد على مساحة 246 هكتاراً.